# Грей (окръг, Канзас)
Вижте пояснителната страница за други населени места с името Грей.
Окръг Грей (на английски: Gray County) е окръг в щата Канзас, Съединени американски щати. Площта му е 2251 km², а населението - 5852 души. Административен център е град Симърън.